# Crittenden
Crittenden é uma cidade localizada no estado americano de Kentucky, no Condado de Grant.

## Demografia
Segundo o censo americano de 2000, a sua população era de 2401 habitantes.
Em 2006, foi estimada uma população de 2573, um aumento de 172 (7.2%).

## Geografia
De acordo com o United States Census Bureau tem uma área de
5,9 km², dos quais 5,9 km² cobertos por terra e 0,0 km² cobertos por água.

## Localidades na vizinhança
O diagrama seguinte representa as localidades num raio de 20 km ao redor de Crittenden.